# گروه کمل
گروه کمل (انگلیسی: Camel Group) شرکت باتری‌سازی چینی است، که در سال ۱۹۹۱ تأسیس شد.